# 女德
女德是指中国社会在21世纪后兴起的思想，内容多以要求女性守贞、放弃职业追求为主。宣讲者以开设女德班或讲座的形式推广，甚至从中获利。官方和主流舆论对此类思想多有批评，有观点认为其是束缚女性、奴役女性、压迫女性的歪理邪说。有评论认为此类思想不仅代表了传统社会对女性最根深蒂固的态度，它的兴起也迎合着中国的低生育率社会发展趋势，并认为女德思想的回潮，也会成为一种必然的趋势。。

## 背景
中国传统社会推崇男尊女卑，提倡三从四德，更片面要求女性守贞。女性离婚或丧偶再婚，长期被污名化，基本人权丧失。而在家庭生活中，奉行儒家的三纲五常，推行封建家长制，男性及长辈握有主导权。
辛亥革命后，随着社会巨变，追求男女平等的女性主义在中国萌芽。女性开始走出家庭，参与社会工作成为职业女性。中华人民共和国建立后，政府推行男女平等，女性权益得到提高，但男尊女卑、重男轻女思想仍普遍存在。仅就财产继承权一项而言，中国公证协会2014年的调查结果认为：遗嘱人对受益人所持的“重男轻女”的观念并没有很大的改观。。社会中，片面要求女性守贞的言论至今不绝。2000年代后，在低生育率和老龄化背景下，社会号召女性回归家庭。2010年，全国政协委员张晓梅提出“建议家务劳动工资化，切实保障女性权益”提案时，曾遭到不少质疑甚至嘲讽和挖苦。

## 相关
- 女德班
- 妇德，中国传统文化中的三从四德之一。
- 丁璇，长期在中国大陆各地的讲座中宣传“女德”思想。
  - 有作者指，丁璇的女德理念多可追溯至民国时期佛教僧人释印光[7]
- ayawawa，本名杨冰阳，中国大陆网络红人，长期在网络中宣传“新女德”思想。

## 备注
1. ↑  通过遗嘱来指定继承人，可以避免被继承人逝世后，无遗嘱继承，按《中华人民共和国继承法》进行法定继承时，配偶、女儿和儿子平等的继承财产。